# فوتوگ
فوتوگ (به صربی: Futog) یک منطقهٔ مسکونی در صربستان است که در ناحیه باچکای جنوبی واقع شده‌است. فوتوگ ۸۳٫۲۷ کیلومتر مربع مساحت و ۱۸٬۶۴۱ نفر جمعیت دارد.